# Paul Stastny
Paul Stastny, född 27 december 1985, är en amerikansk före detta professionell ishockeyspelare som spelade 17 säsonger i National Hockey League (NHL) för Colorado Avalanche, St. Louis Blues, Winnipeg Jets, Vegas Golden Knights och Carolina Hurricanes.

## Klubbkarriär
Stastny började sin juniorkarriär med River City Lancers i USHL innan han senare skulle gå över till universitetslaget Denver Pioneers 2004. Han vann "NCAA Mens Championschip" under sitt första år med Pioneers, där han kom att stanna i en säsong. 

### Colorado Avalanche
Stastny draftades av Colorado Avalanche i andra rundan som 44:e spelare totalt vid NHL Entry Draft 2005 och gjorde sammanlagt 78 poäng på 82 spelade matcher under sin debutsäsong 2006-07 och var en av finalisterna till Calder Memorial Trophy som årets nykomling. Han blev under samma säsong uttagen till sin första All Star-match, men tvingades lämna återbud på grund av skada.

### St. Louis Blues
Han skrev som free agent på ett fyraårskontrakt värt 28 miljoner dollar med St. Louis Blues den 1 juli 2014, och återvände med det till sin hemstad. Han gjorde 46 poäng på 74 matcher under sin första säsong med Blues.

### Winnipeg Jets (I)
Den 26 februari 2018, vid trade deadline och under sista året på sitt kontrakt, blev han tradad av Blues till Winnipeg Jets i utbyte mot ett draftval i första rundan 2018, ett villkorligt draftval i fjärde rundan 2020, och Erik Foley. Blues betalar också 50% av den lön som återstår på hans resterande kontrakt.

### Vegas Golden Knights
Den 1 juli 2018 skrev han på ett treårskontrakt värt 19,5 miljoner dollar med Vegas Golden Knights, samma lag som slog ut Jets i Stanley Cup-slutspelet 2018.

### Winnipeg Jets (II)
Den 9 oktober 2020 meddelades att Stastny återvänder till Winnipeg efter att ha trejdats till Winnipeg Jets, i utbyte mot backen Carl Dahlström och ett draftval i fjärderundan i 2022 års NHL-draft. Han har ett år kvar på ett treårigt kontrakt värt 6,5 miljoner dollar årligen.

## Internationellt
Stastny representerade USA vid OS i Vancouver 2010 och OS i Sotji 2014. Han var även med i VM 2013 där han var med och vann brons som lagkapten.

## Privatliv
Han är son till förre NHL-spelaren Peter Šťastný och yngre bror till ishockeyspelaren Yan Stastny, och växte upp i Saint Louis.

## Statistik

### Klubbkarriär
| 2002–03    | River City Lancers   | USHL       | 57   | 10  | 20  | 30  | 39  | 8   | 0  | 1  | 1  | 2  |
| 2003–04    | River City Lancers   | USHL       | 56   | 30  | 47  | 77  | 46  | 3   | 1  | 2  | 3  | 0  |
| 2004–05    | University of Denver | WCHA       | 42   | 17  | 28  | 45  | 30  | –   | –  | –  | –  | –  |
| 2005–06    | University of Denver | WCHA       | 39   | 19  | 34  | 53  | 79  | –   | –  | –  | –  | –  |
| 2006–07    | Colorado Avalanche   | NHL        | 82   | 28  | 50  | 78  | 42  | –   | –  | –  | –  | –  |
| 2007–08    | Colorado Avalanche   | NHL        | 66   | 24  | 47  | 71  | 24  | 9   | 2  | 1  | 3  | 6  |
| 2008–09    | Colorado Avalanche   | NHL        | 45   | 11  | 25  | 36  | 22  | –   | –  | –  | –  | –  |
| 2009–10    | Colorado Avalanche   | NHL        | 81   | 20  | 59  | 79  | 50  | 6   | 1  | 4  | 5  | 4  |
| 2010–11    | Colorado Avalanche   | NHL        | 74   | 22  | 35  | 57  | 56  | –   | –  | –  | –  | –  |
| 2011–12    | Colorado Avalanche   | NHL        | 79   | 21  | 32  | 53  | 34  | –   | –  | –  | –  | –  |
| 2012–13    | EHC München          | DEL        | 13   | 7   | 11  | 18  | 20  | –   | –  | –  | –  | –  |
| 2012–13    | Colorado Avalanche   | NHL        | 40   | 9   | 15  | 24  | 14  | –   | –  | –  | –  | –  |
| 2013–14    | Colorado Avalanche   | NHL        | 71   | 25  | 35  | 60  | 22  | 7   | 5  | 5  | 10 | 4  |
| 2014–15    | St. Louis Blues      | NHL        | 74   | 16  | 30  | 46  | 40  | 6   | 1  | 0  | 1  | 4  |
| 2015–16    | St. Louis Blues      | NHL        | 64   | 10  | 39  | 49  | 26  | 20  | 3  | 10 | 13 | 16 |
| 2016–17    | St. Louis Blues      | NHL        | 66   | 18  | 22  | 40  | 36  | 7   | 2  | 1  | 3  | 2  |
| 2017–18    | St. Louis Blues      | NHL        | 63   | 12  | 28  | 40  | 14  | –   | –  | –  | –  | –  |
| 2017–18    | Winnipeg Jets        | NHL        | 19   | 4   | 9   | 13  | 4   | 17  | 6  | 9  | 15 | 0  |
| 2018–19    | Vegas Golden Knights | NHL        | 50   | 13  | 29  | 42  | 30  | 7   | 2  | 6  | 8  | 2  |
| 2019–20    | Vegas Golden Knights | NHL        | 71   | 17  | 21  | 38  | 24  | 18  | 3  | 6  | 9  | 8  |
| 2020–21    | Winnipeg Jets        | NHL        | 56   | 13  | 16  | 29  | 32  | 6   | 1  | 1  | 2  | 8  |
| 2021–22    | Winnipeg Jets        | NHL        | 71   | 21  | 24  | 45  | 14  | —   | —  | —  | —  | —  |
| 2022–23    | Carolina Hurricanes  | NHL        | 73   | 9   | 13  | 22  | 16  | 15  | 4  | 0  | 4  | 4  |
| NHL totalt | NHL totalt           | NHL totalt | 1145 | 293 | 529 | 822 | 500 | 118 | 30 | 43 | 73 | 58 |

### Internationellt
| År            | Lag           | Turnering     | Resultat      |    | Matcher | Mål | Assist | Poäng | Utv |
| ------------- | ------------- | ------------- | ------------- | -- | ------- | --- | ------ | ----- | --- |
| 2007          | USA           | VM            | 5:a           | 7  | 4       | 4   | 8      | 2     |     |
| 2010          | USA           | OS            | 2             | 6  | 1       | 2   | 3      | 0     |     |
| 2012          | USA           | VM            | 7:a           | 8  | 3       | 6   | 9      | 0     |     |
| 2013          | USA           | VM            | 3             | 10 | 7       | 8   | 15     | 6     |     |
| 2014          | USA           | OS            | 4:a           | 6  | 2       | 0   | 2      | 0     |     |
| Senior totalt | Senior totalt | Senior totalt | Senior totalt | 37 | 17      | 20  | 37     | 8     |     |